# Cube Oceanarium
Het Cube Oceanarium is een groot openbaar aquarium in Chengdu, China. Het opende zijn deuren op nieuwjaarsnacht in 2015 in het New Century Global Center, een groot multifunctioneel gebouw met ook een waterpretpark en hotels. Het Cube Oceanarium heeft met zo'n 10 miljoen liter water één van de grootste aquariumtanks in een publiek aquarium. Het aquariumpaneel dat hieraan verbonden is, is 39,65 meter lang en 8,3 meter hoog. Dit maakt het Cube Oceanarium wereldrecordhouder voor grootste plexiglazen raam. Het paneel is slechts 0,05 meter langer dan de vorige recordhouder: Chimelong Ocean Kingdom.
Het Cube Oceanarium is één van de weinige aquariums met walvishaaien in de collectie.